# Дудаєв Алан Ілліч
Алан Ілліч Дудаєв (рос. Алан Ильич Дудаев, ос. Дудайты Алан; нар. 18 травня 1981, Беслан, Північно-Осетинська АРСР, РРФСР) — російський борець вільного стилю, чемпіон світу, срібний призер чемпіонату Європи, переможець Кубку світу. Заслужений майстер спорту Росії з вільної боротьби. Найкращий спортсмен Осетії 2008 року.

## Біографія
Боротьбою почав займатися з 1995 року. Був бронзовим призером чемпіонату світу 2001 року серед юніорів. Виступав за спортивний клуб «Алани» з Беслана. Чемпіон Росії 2005 року, бронзовий призер чемпіонату Росії 2007 року, срібний — 2008 року. Ще під час активної спортивної кар'єри почав тренерську діяльність. Тренує і дітей і дорослих, серед підопічних — бронзовий призер чемпіонату світу, чемпіон Європи Сослан Кцоєв. Тренер збірної Північної Осетії з вільної боротьби
Випускник економічного факультету Північно-Осетинського державного університету імені К. Хетагурова.

## Спортивні результати на міжнародних змаганнях

### Виступи на Чемпіонатах світу
| Змагання                        | Збірна | Вагова категорія          | Місце  |
| ------------------------------- | ------ | ------------------------- | ------ |
| Чемпіонат світу з боротьби 2005 | Росія  | вільна боротьба, до 60 кг | Золото |

### Виступи на Чемпіонатах Європи
| Змагання                         | Збірна | Вагова категорія          | Місце  |
| -------------------------------- | ------ | ------------------------- | ------ |
| Чемпіонат Європи з боротьби 2004 | Росія  | вільна боротьба, до 60 кг | Срібло |
| Чемпіонат Європи з боротьби 2005 | Росія  | вільна боротьба, до 60 кг | 7      |

### Виступи на Кубках світу
| Змагання                    | Збірна | Вагова категорія          | Місце |
| --------------------------- | ------ | ------------------------- | ----- |
| Кубок світу з боротьби 2008 | Росія  | вільна боротьба, до 60 кг |       |

### Виступи на інших змаганнях
| Змагання                                                  | Збірна | Вагова категорія          | Місце  |
| --------------------------------------------------------- | ------ | ------------------------- | ------ |
| Золотий Гран-прі з боротьби 2006                          | Росія  | вільна боротьба, до 66 кг | Срібло |
| Чемпіонат світу з боротьби серед військовослужбовців 2006 | Росія  | вільна боротьба, до 66 кг | Золото |
| Міжнародний меморіал Дейва Шульца 2007                    | Росія  | вільна боротьба, до 66 кг | Срібло |
| Всесвітні ігри військовослужбовців 2007                   | Росія  | вільна боротьба, до 66 кг | Золото |
| Турнір Шаміля Умаханова 2008                              | Росія  | вільна боротьба, до 60 кг | Золото |
| Гран-прі «Іван Яригін» 2009                               | Росія  | вільна боротьба, до 66 кг | 5      |

### Виступи на змаганнях молодших вікових груп
| Змагання                                      | Збірна | Вагова категорія          | Місце  |
| --------------------------------------------- | ------ | ------------------------- | ------ |
| Чемпіонат світу з боротьби серед юніорів 2001 | Росія  | вільна боротьба, до 63 кг | Бронза |